# 祝国瑞
祝国瑞（1937年8月—2005年12月27日），河南睢县人。中国地图制图学专家、地图学与地理信息系统专家。国务院学位委员会学科评议组成员、地理学科召集人之一。
祝国瑞毕业于解放军测绘学院。生前任武汉大学资源与环境科学学院教授、博士生导师，武汉大学发展规划委员会委员，国务院学位委员会第四、第五届学科评议组（地理学评议组）成员，湖北省有突出贡献的中、青年专家，享受国务院颁发的政府特殊津贴。
2004年5月，祝国瑞被诊断为胰腺癌晚期。后因医治无效，于2005年12月27日上午11时在武汉大学中南医院病逝，享年69岁。2005年12月29日9时在武昌殡仪馆举行遗体告别仪式。
曾任中国测绘学会理事、地图学与地理信息系统专业委员会副主任，湖北省测绘学会常务理事、地图学与地理信息系统专业委员会主任委员，原武汉测绘科技大学国土信息与地图科学系主任，土地科学学院院长。
曾出版教材和专著8部，其中《普通地图编制》（上、下册）在全国具有重要影响。主编多部大、中型地图集，主持完成的《深圳市地图集》使中国首次获得国际制图大会优秀地图作品奖。公开发表论文50多篇，主持和参加各种科研项目数十项，获得国家科技进步奖三等奖1项，省、部级科技进步奖一等奖1项、二等奖3项、三等奖3项。